# 錫爾弗斯塔 (蒙大拿州)
錫爾弗斯塔（英語：Silver Star）是位於美國蒙大拿州麥迪遜縣的普查規定居民點。

## 歷史
錫爾弗斯塔的郵局自1869年營運至今。

## 人口
根據2020年美國人口普查的數據，錫爾弗斯塔的面積為1.19平方千米，皆為陸地。當地共有人口46人，而人口密度為每平方千米38.66人。